# Carlos Freile Zaldumbide
Carlos Freile Zaldumbide (Quito, 18 de maio de 1851 – Paris, 28 de agosto de 1928) foi um político equatoriano. Ocupou o cargo de presidente interino de seu país em duas ocasiões: após a saída de Eloy Alfaro, entre 12 de agosto de 1911 - 1 de setembro de 1911 e após a morte de Emilio Estrada, de 22 de dezembro de 1911 a 6 de março de 1912.